# Restrikce
Restrikce (z lat. re-stringo, re-strictum – škrtím, omezuji; nesprávně také restrinkce) znamená omezení, například snížení počtu zaměstnanců, redukce nákladů, rozsahu služeb a podobná úsporná opatření. Užívá se pro omezení daná rozhodnutím státu nebo jiné autority, nikoli faktickými překážkami, nedostatky a podobně.
V molekulární biologii je restrikce (restrikční štěpení) enzymatický pochod katalyzovaný restrikční endonukleázou, při kterém dochází k rozštěpení molekuly DNA ve specifické sekvenci.

## Příklady
- restrikce relace – zúžení výběru dat
- vývozní a dovozní restrikce – státem uložená omezení zahraničního obchodu
- restriktivní definice – užší, zužující vymezení
- restrikce zobrazení – zobrazení s menším definičním oborem, než původní zobrazení
- restriktivní imigrační politika omezuje počet přistěhovalců
- restriktivní měnová politika se snaží omezovat objem peněz
- restriktivní opatření – omezující, úsporná